# Vápenky Miskovice
V blízkém okolí obce Miskovice se dochovaly zbytky hned několika vápenek: kruhová vápenka u lomu (tzv. Pochobradského vápenka), kruhová vápenka v nynějším areálu zemědělského družstva, šachtová vápenka severovýchodně od lomu a kruhová vápenka jižně od lomu. I když jde spíše o menší vápenky, všechny představují zajímavé technické památky a kruhová vápenka jižně od lomu je současně i kulturní památka (rejstříkové číslo v ÚSKP 18106/2-1107).

## Historie vápenek u Miskovic
V oblasti se těžba vápence a jeho pálení traduje po staletí. O vývoji vápenek v 19. a počátkem 20. století uvádí kronika obce Miskovic následující: »Vápno začal pálit na Vinicích p. Podolák v „tulnýřích“ vytápěných dřevem. Naproti přes údolí začal pálit Josef Čejka, později se přestěhoval do Robous. Na svých pozemcích pak pálili i Josef Pauš, František Bohuňovský, Jan Brant, Josef Štolba a Antonín Růžička…
V roce 1892 postavil Antonín Podolák cylindrovku. Po Josefu Paušovi pálil vápno Alois Čepelák v „dolíkách“, tj. vyzděná jáma vytápěná koksem nebo uhlím, kde se získalo 50–70 q vápna. (Tento způsob pálení se používal ve válce, kdy bylo málo uhlí do cylindrovky.) Roku 1922 Alois Čepelák postavil za 1/2 miliónu korun komorovou kruhovku.
Na Mezholezsku pálil nejdříve v „dolíkách“ Josef Růžička, ten roku 1901 postavil cylindrovku. Dlouho se však v ní nezatopilo a ve válce se v ní také nepálilo. Po válce byla již cylindrovka zastaralá, tak ji v roce 1921 zbořil a postavil velkou kruhovku.«

## Vápenka jižně od lomu (kulturní památka)
Nachází se asi 750 metrů jižně až jihojihovýchodně od lomu a jen asi 50 metrů severně od silnice Mezholezy – Bylany. Vápenka se nachází již na katastrálním území Bylany u Kutné Hory, ale v seznamu kulturních památek v okrese Kutná Hora je přiřazena pod Miskovice.
Památkový katalog Národního památkového ústavu v předmětu ochrany mimo jiné uvádí: Cenná technická památka v lokalitě, kde se po staletích traduje těžba vápence a jeho pálení. Původ v 19. století, komín z přelomu 19. a 20. století. Válcová stavba z místního mušlového vápence (spodní širší část) a cihel (vysoký komín). Stavba členěna soklem a dalším dvojím ustoupením. V těle stavby nepravidelně rozmístěné, segmenty zaklenuté otvory. V horní části otvory po dřevěné konstrukci. Na vrcholku vztyčen vysoký osmiboký cihlový komín.

## Lokalita lomu
V lokalitě kolem lomu (necelý kilometr od jižního okraje obce Miskovice a asi 250 metrů od jižního okraje areálu zemědělského družstva) se nachází vápencový lom, mohutný komín a další zbytky kruhové vápenky, tzv. Pochobradského vápenka.

### Vápencový lom
Vápencový lom byl pravděpodobně využíván všemi vápenkami v okolí. Délka stěny lomu kolem 200 metrů a výška 5 i více metrů. Jedná se o opuštěný jámový lom v biodetritických vápencích křídového stáří s intrafoliačním konglomerátem. Na rozdíl od blízké lokality Mezholezy je zde velmi dobře zachována fosilní křídová fauna. Obsažená fauna má průkazně ještě mnoho nepopsaných druhů. Lokalita má tedy značný studijní význam, a to i mezinárodní (hlavně pro biostratigrafii, ale také pro sedimentologii a geologii obecně, pro paleontologii), je očekávána korelace s pánvemi v Německu.
Jedná se o geologickou lokalitu doporučenou k ochraně. Zdůvodnění navrhované ochrany jsou:
- Oba odkryvy jsou unikátní svojí geologickou stavbou a přirozenou sukcesí vápencového biotopu. Významné body pro geologické mapy a monitoring. Oba objekty jsou krajinářsky cenné.
- Lomy jsou zdrojem kamene, z něhož je postavena část starého města Kutná Hora (historicky cenné, zdroj autentické suroviny pro opravy budov).
- Lomy jsou hltači vody pramenící ve studánce Sv. Vojtěcha, zdroj pitné vody pro město Kutná Hora. Jedná se o přírodně hodnotný bod i technickou památku.[3]

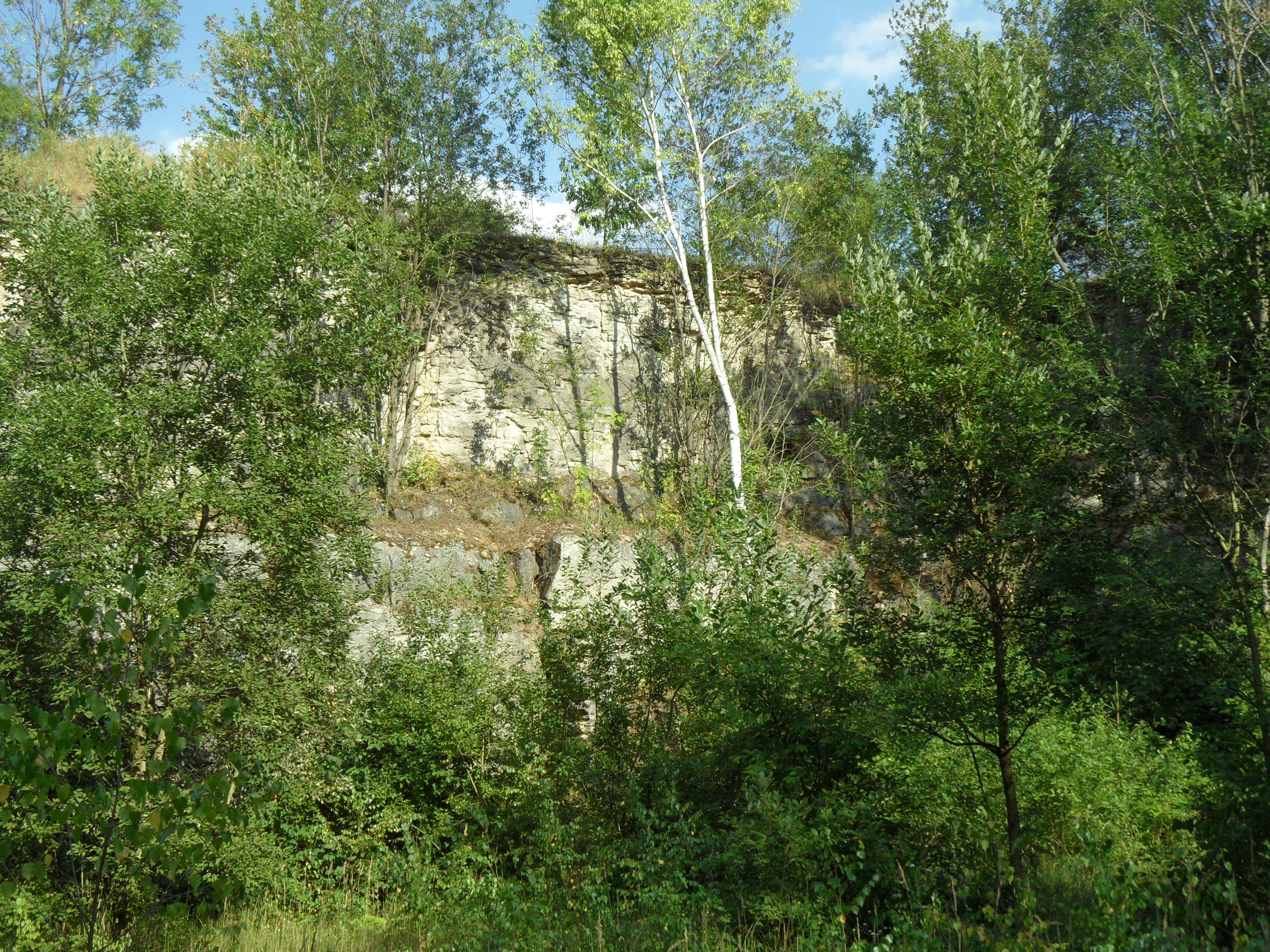
Jižní stěna lomu
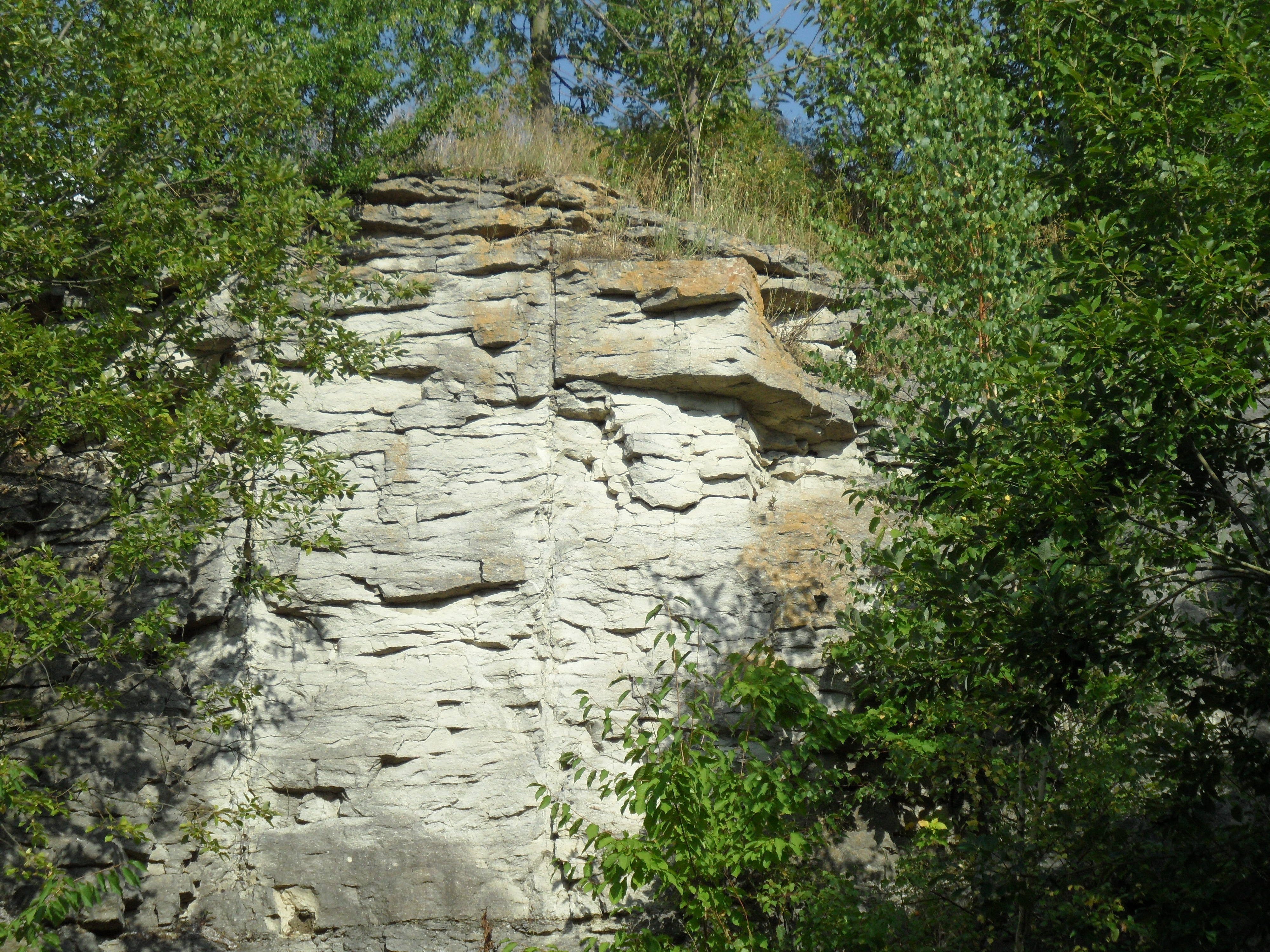
Skála v jižní stěně
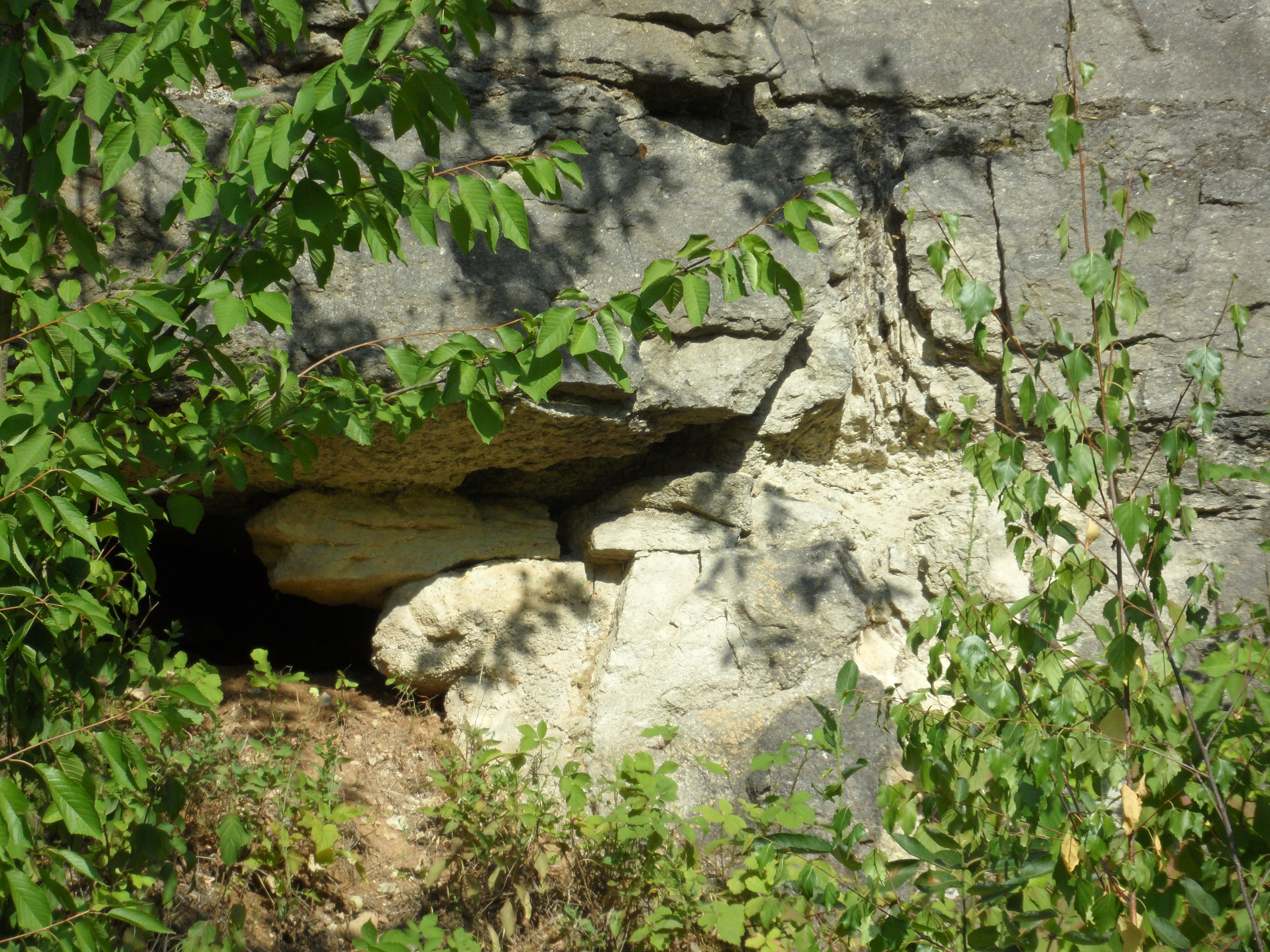
Mini jeskyně
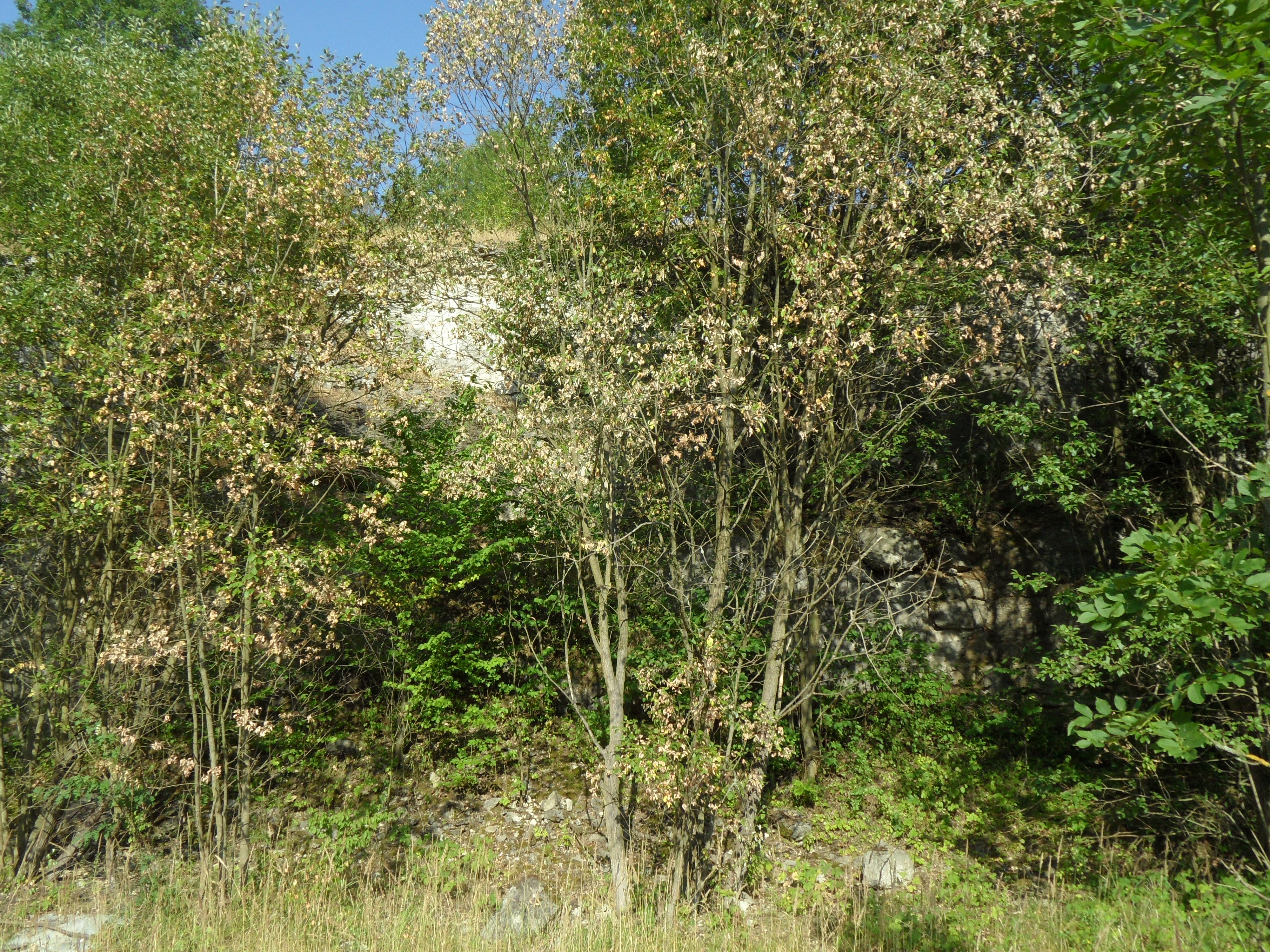
Zarostlá část lomu
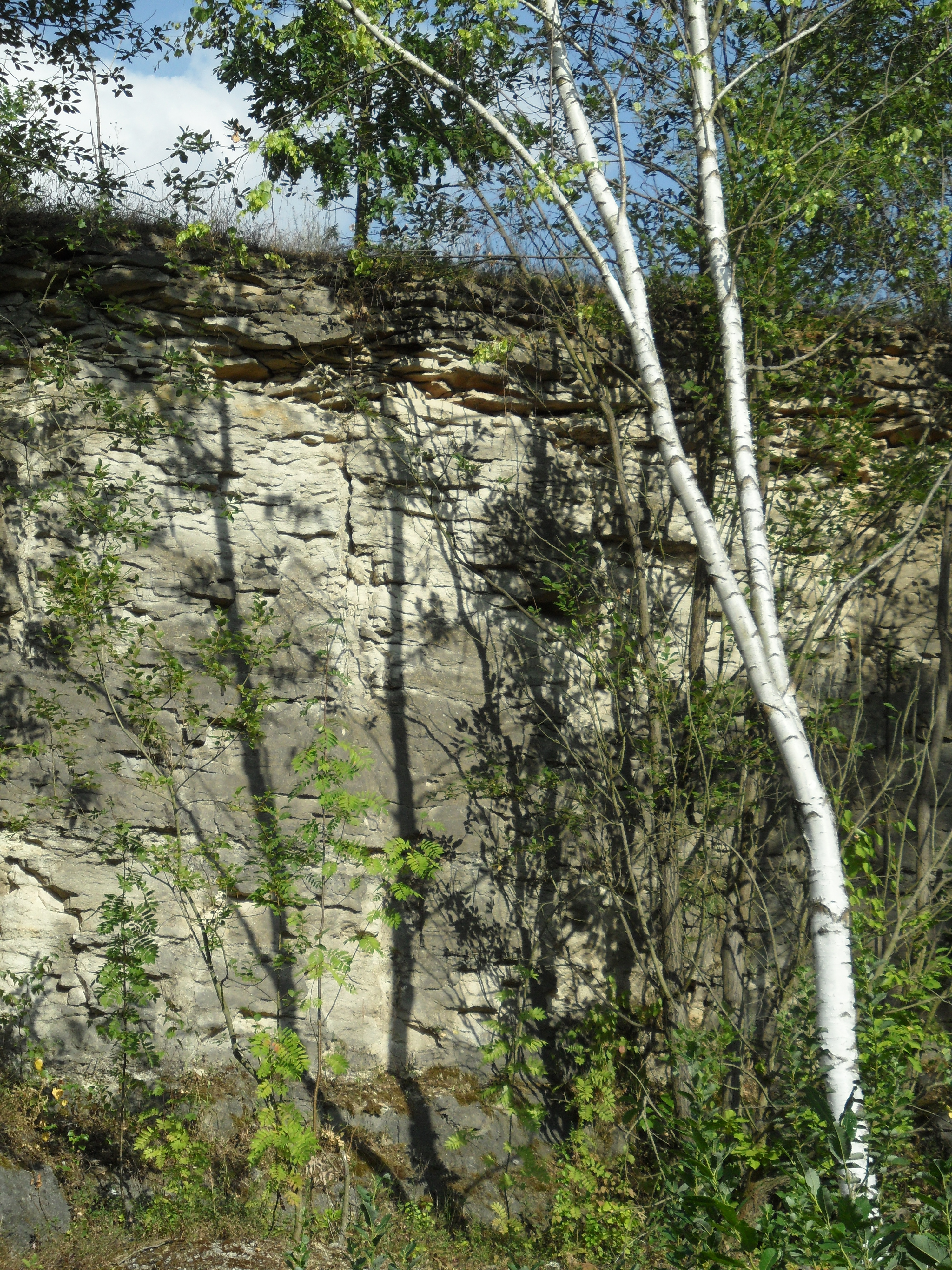
Západní stěna lomu

### Kruhová Pochobradského vápenka
Vápenka přímo v dolíku lomu, tzv. Pochobradského vápenka. Kruhová pec je vývojově mladším a vyspělejším typem, používala se také k pálení cihel. Zdejší pec má obdélníkový půdorys, základem oválně klenutá chodba, přístupná obloukovými vstupy, vápno se pálilo vždy v určitém úseku chodby. Otvory v klenbě se sypal uhelný mour, kterým se v peci zpravidla topilo. Pozůstatkům této pece do současnosti dominuje vysoký cihelný komín.

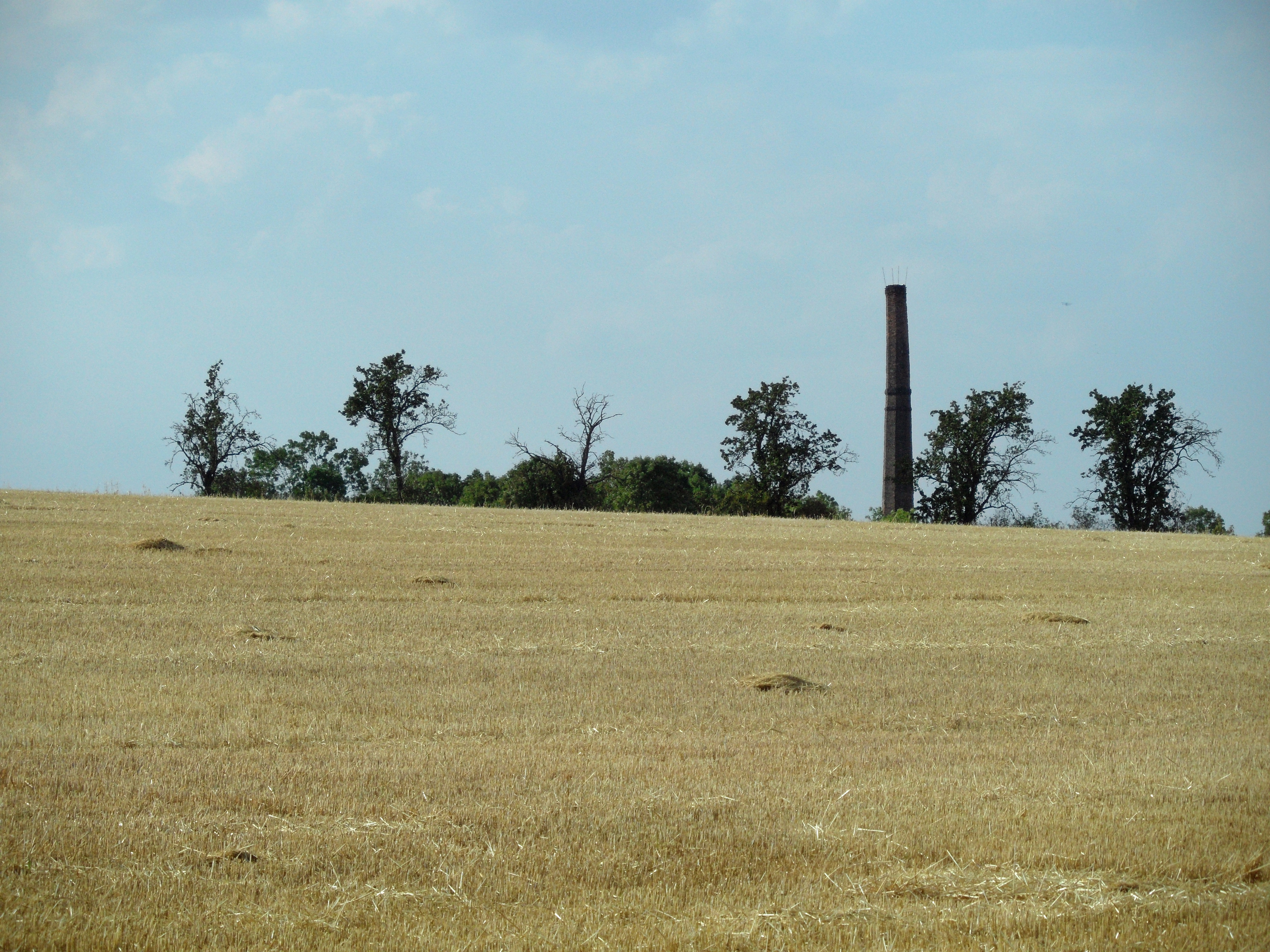
Vápenka skrytá v dolíku lomu
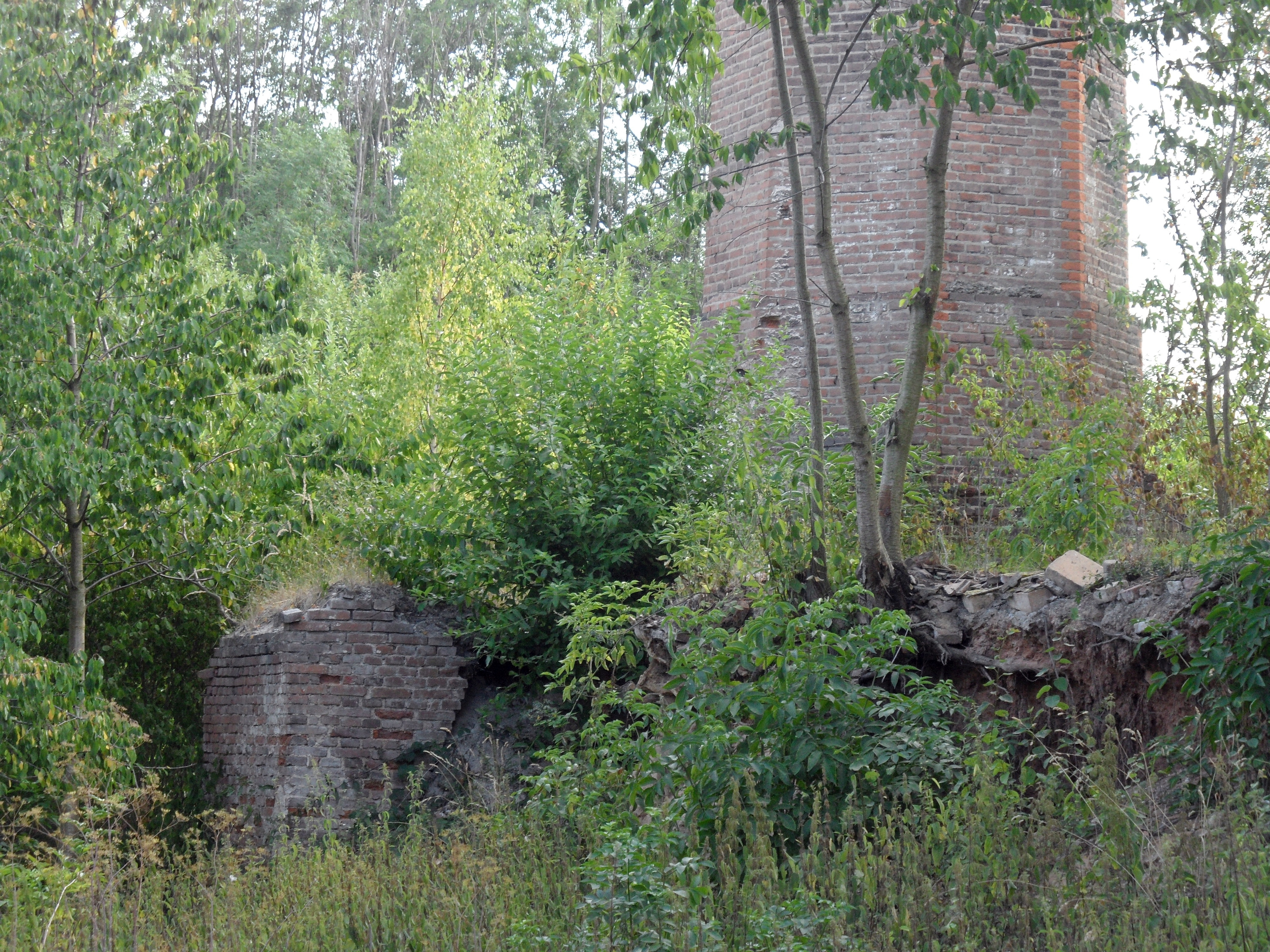
Pochobradského vápenka, část pod komínem
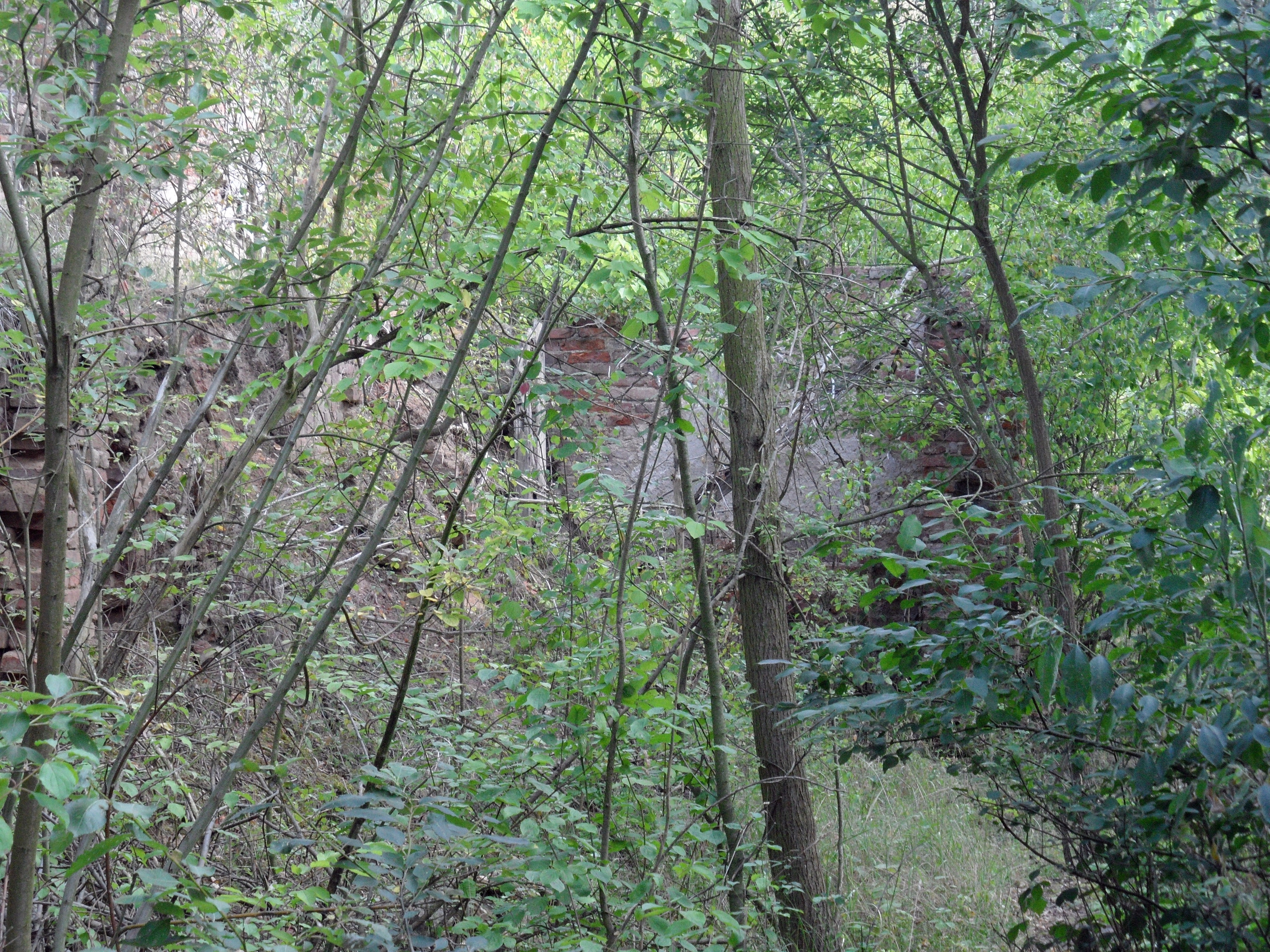
Zarostlé zbytky části vápenky
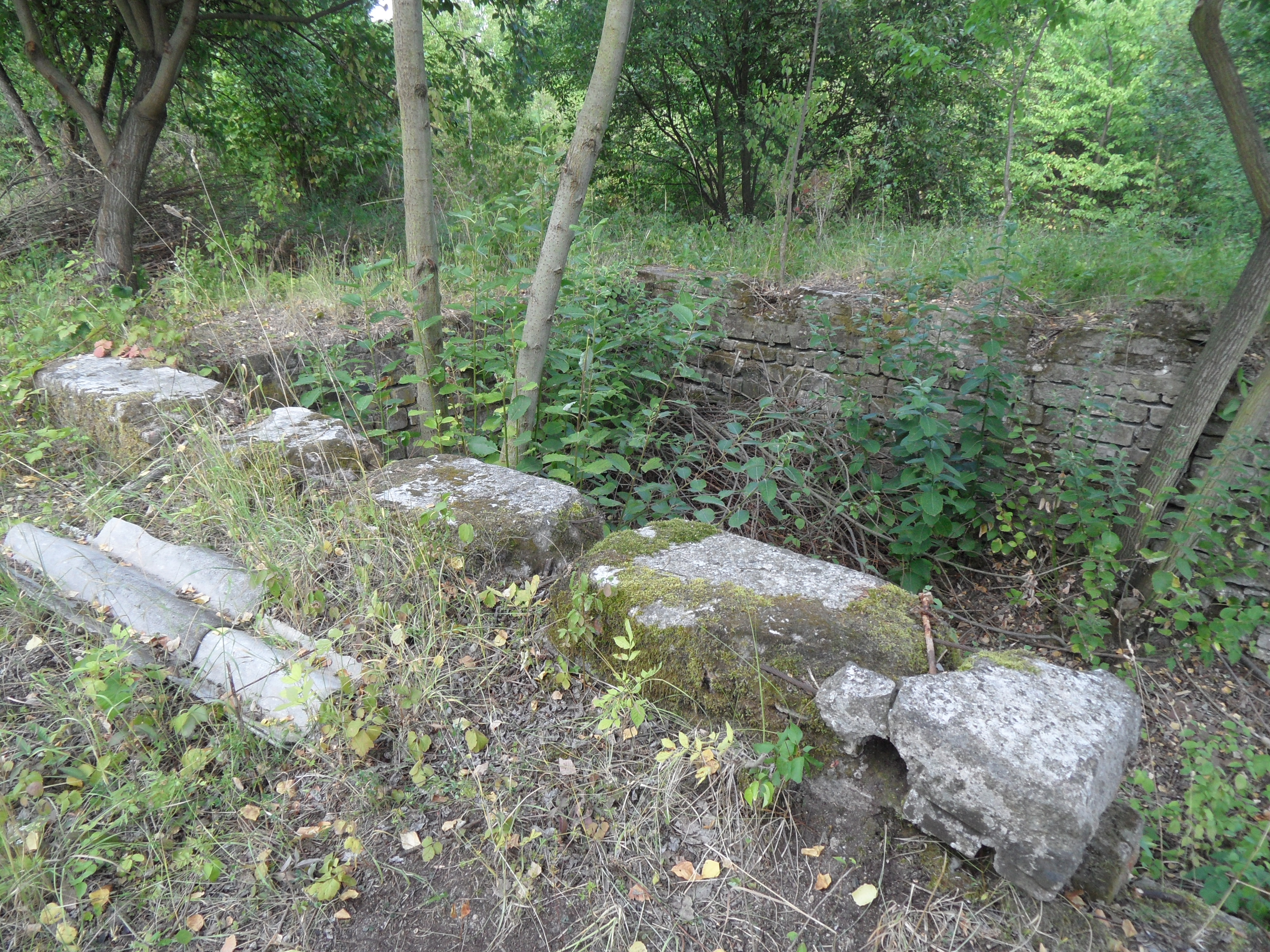
Základy jedné části vápenky
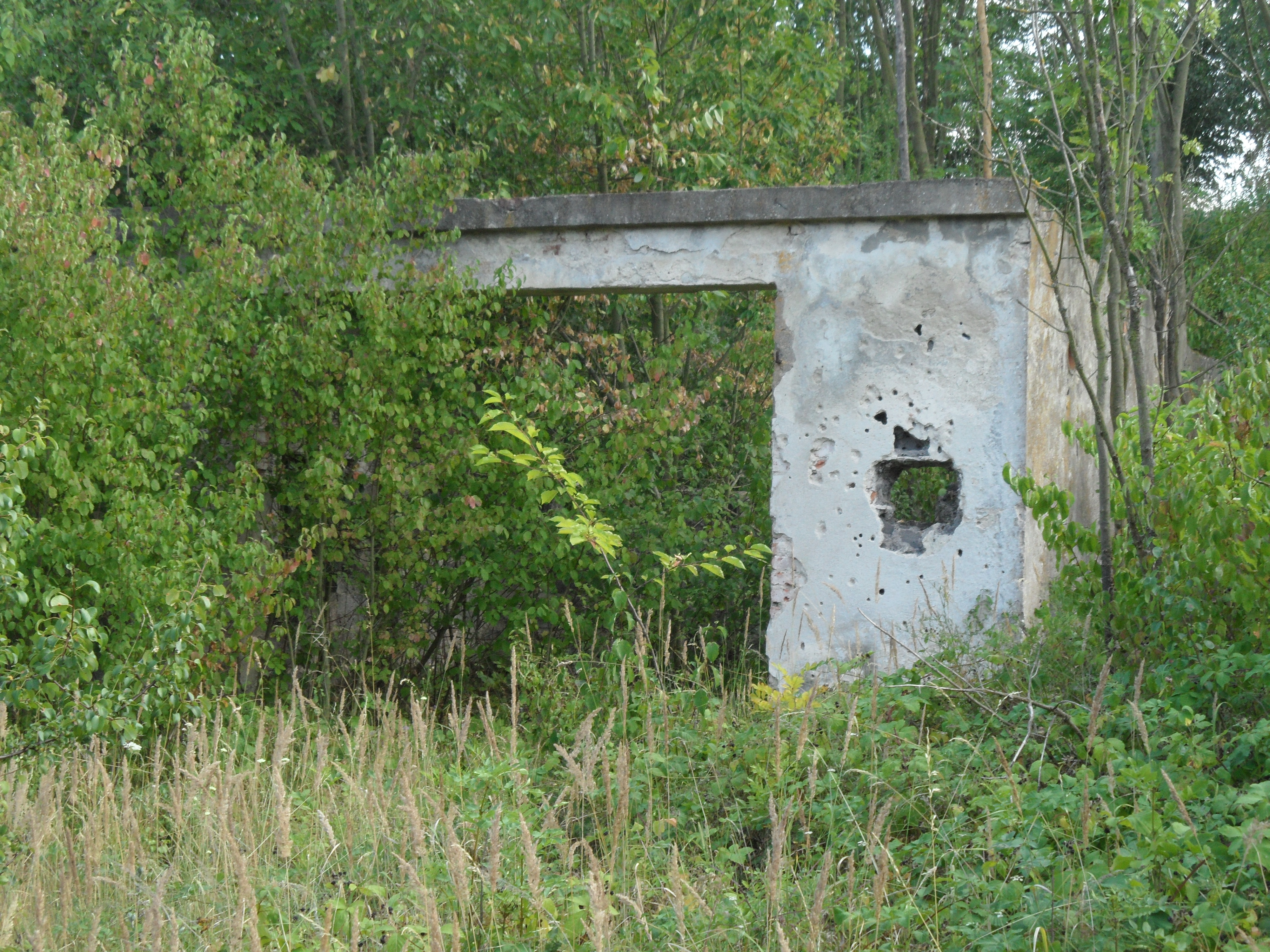
Pochobradského vápenka: zbytky vrátkovny

### Komín Pochobradského vápenky
Nad zbytky vápenky se tyčí mohutný, 39 metrů vysoký cihlový komín. Protože se nachází také v dolíku a okolo rostou stromy, zdálky je až skoro polovina zakryta. Ale i tak je viditelný z poměrně velké vzdálenosti a v závislosti na úhlu pohledu je dobře patrné, že poslední část komína (od římsy asi ve 4/5 výšky) je výrazně vychýlená z osy. Databáze komínů KODA uvádí následující základní údaje o komínu:
- Označení: LT C 39/Ub Pochobradského vápenka, Miskovice
- Souřadnice: 49.935935, 15.207536
- Výška: 39 metrů
- Typ: C: klasický cihlák
- Třída: LT (Lystecitní trepariozóm)
- Ochozy: Ub (Ubožák / komín bez ochozu)
- Bilighorze: CV (vnitřní kramle)[5]

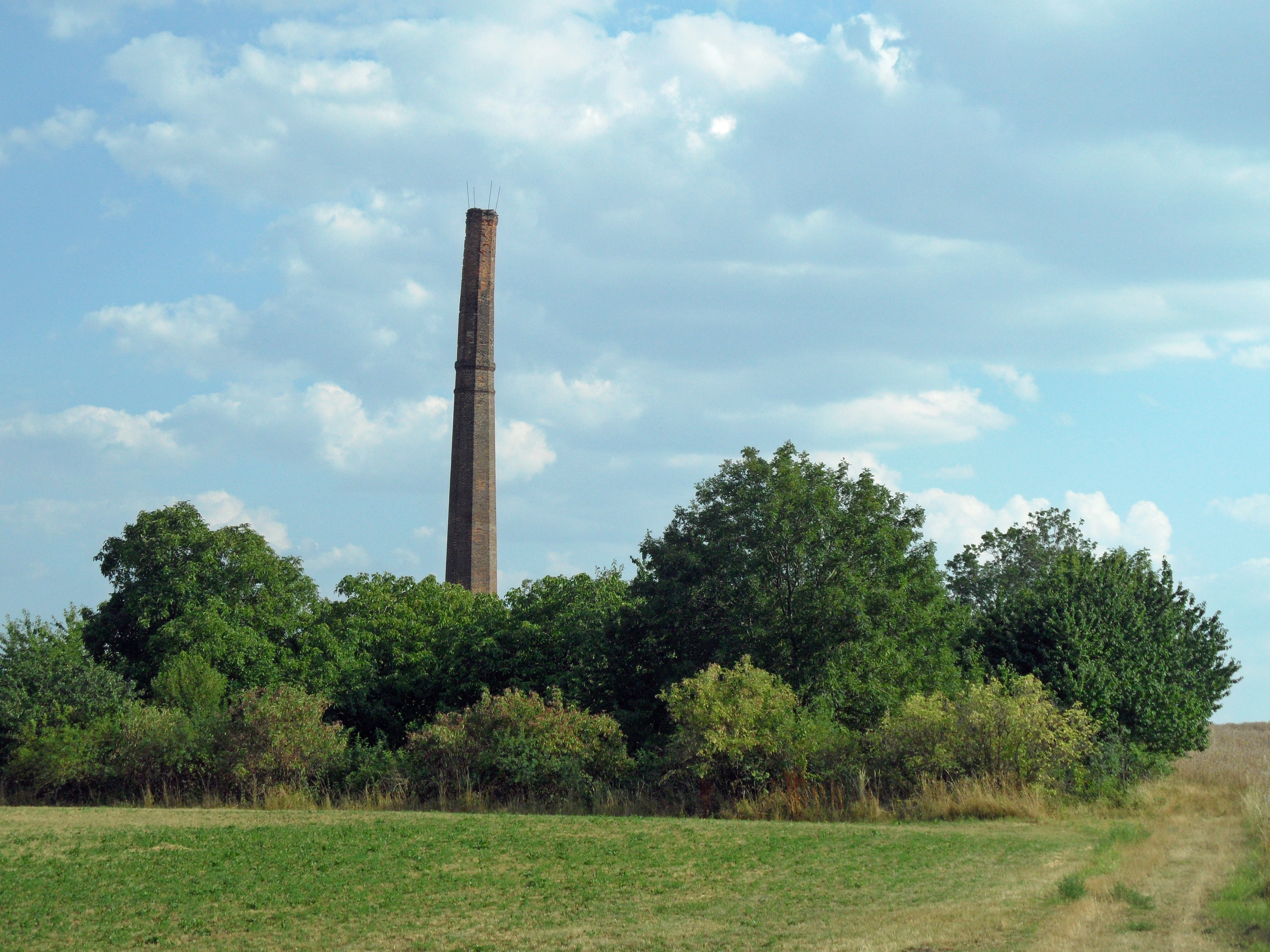
Zakřivený komín od severu
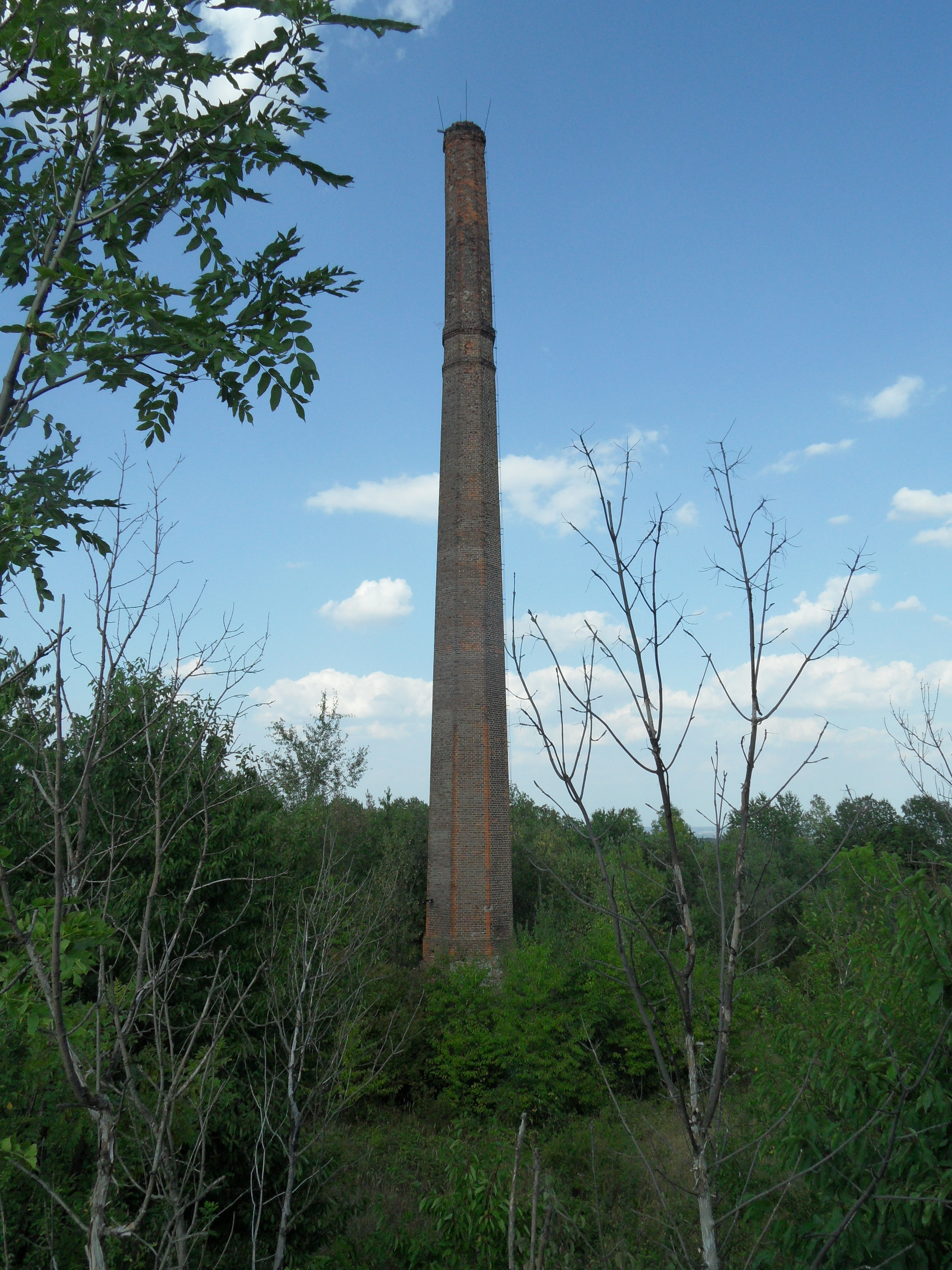
Celý komín od západu
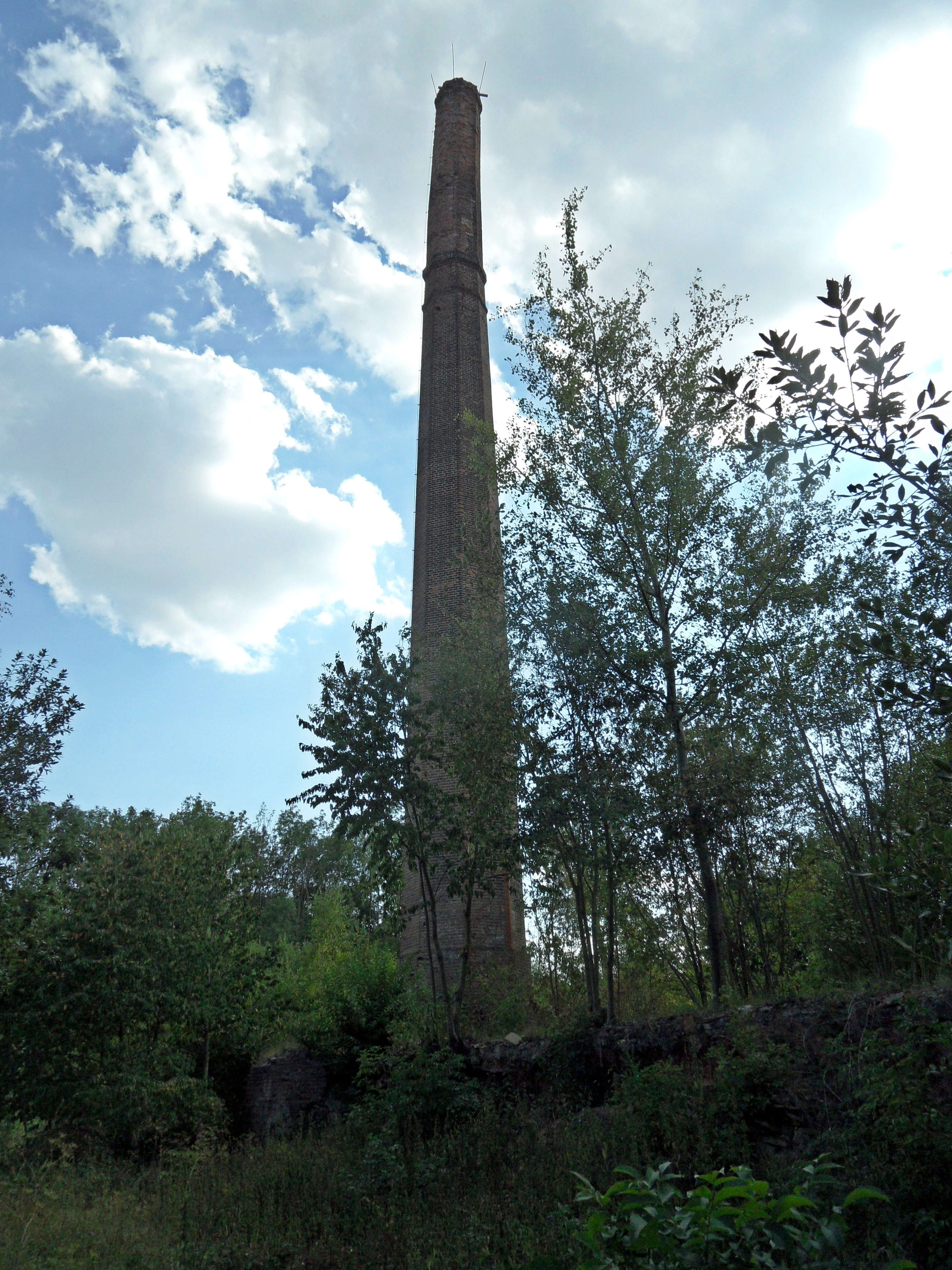
Komín z dolíku lomu
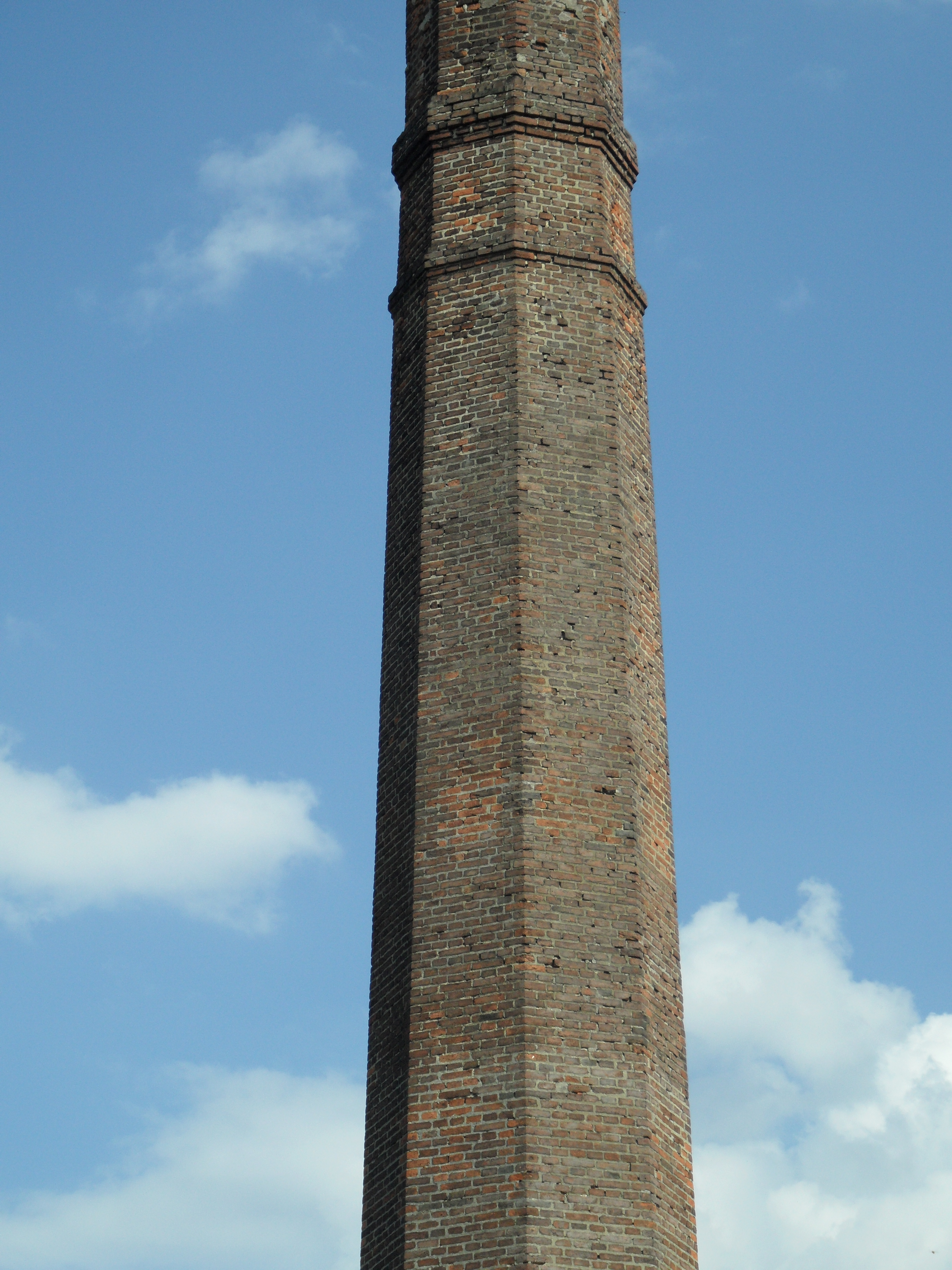
Střední část: dvě římsy
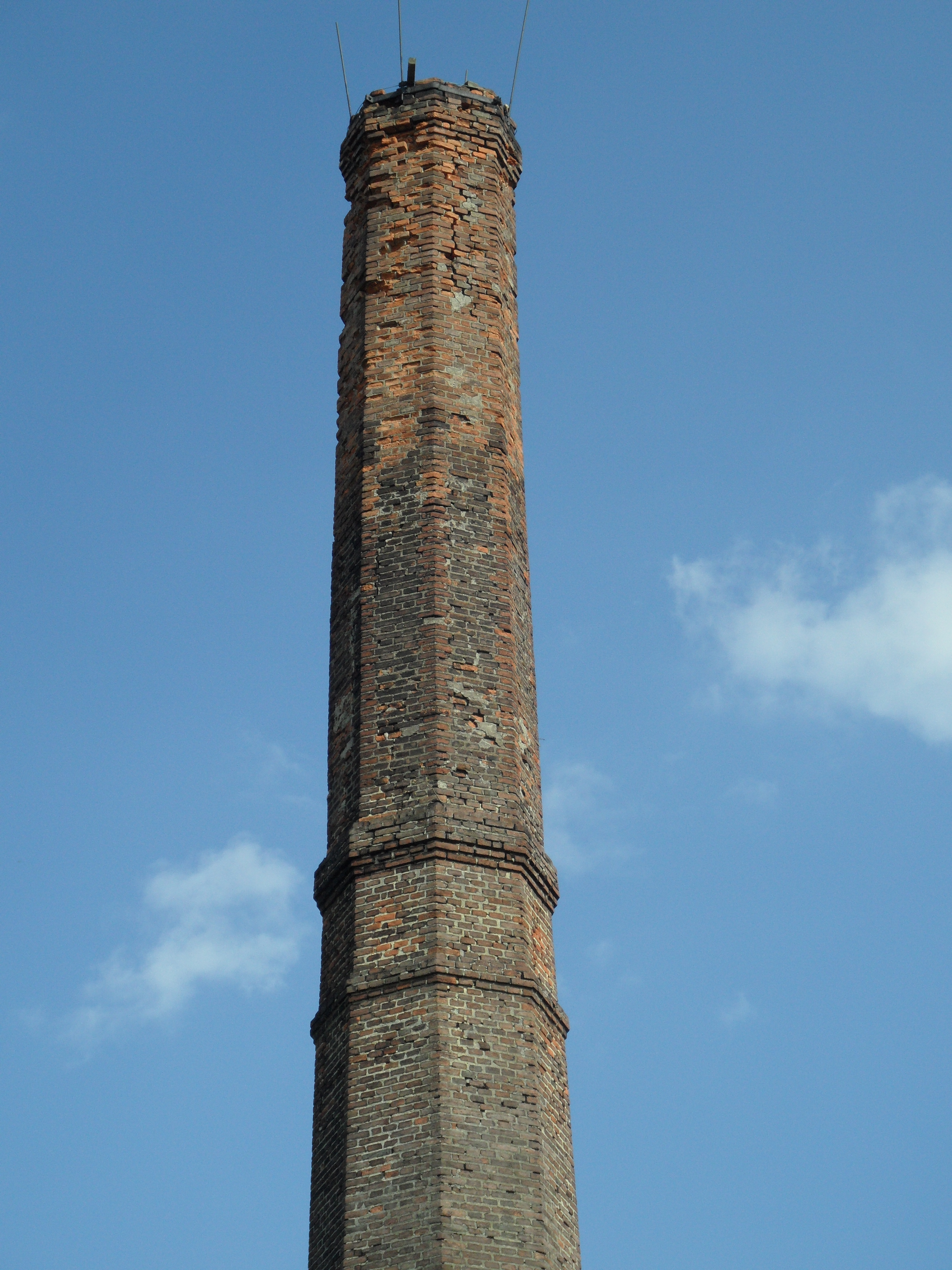
Horní část s viditelným poškozením

## Šachtová vápenka severovýchodně od lomu
Další vápenka se nacházela blíže k obci Miskovice, asi 250 metrů severovýchodně od lomu (od tzv. Pochobradského vápenky) a necelý kilometr jižně od centra obce. Pozůstatky staršího jednoduchého typu tzv. šachtové pece z 19. století v podobě kamenné okrouhlé věže s otvory pro zatápění při zemi. Dochovalo se jen kamenné masivní válcové torzo bez komína, na první pohled připomíná hradní věž.

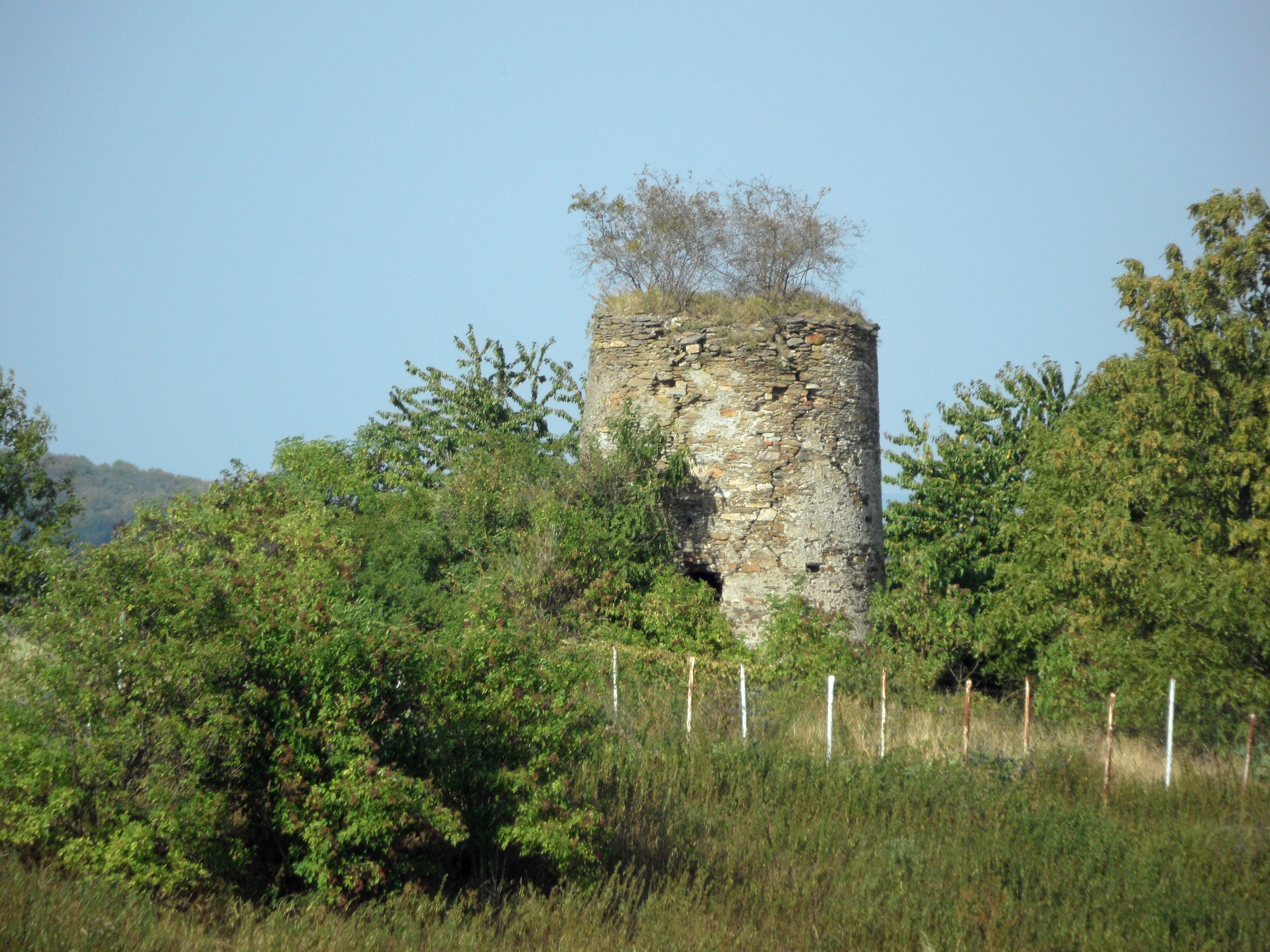
Šachtová vápenka: celkový pohled
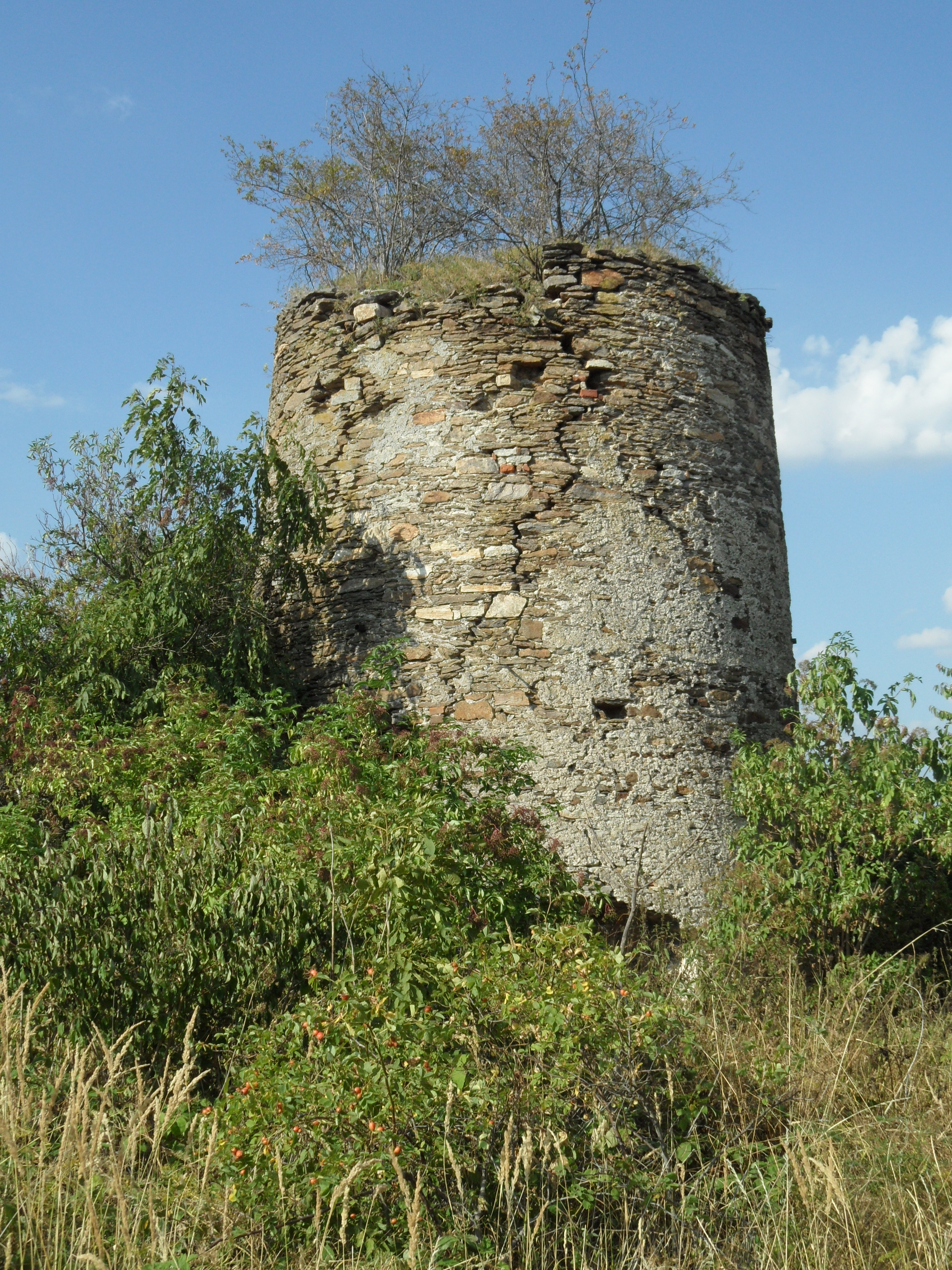
Šachtová vápenka od jihozápadu
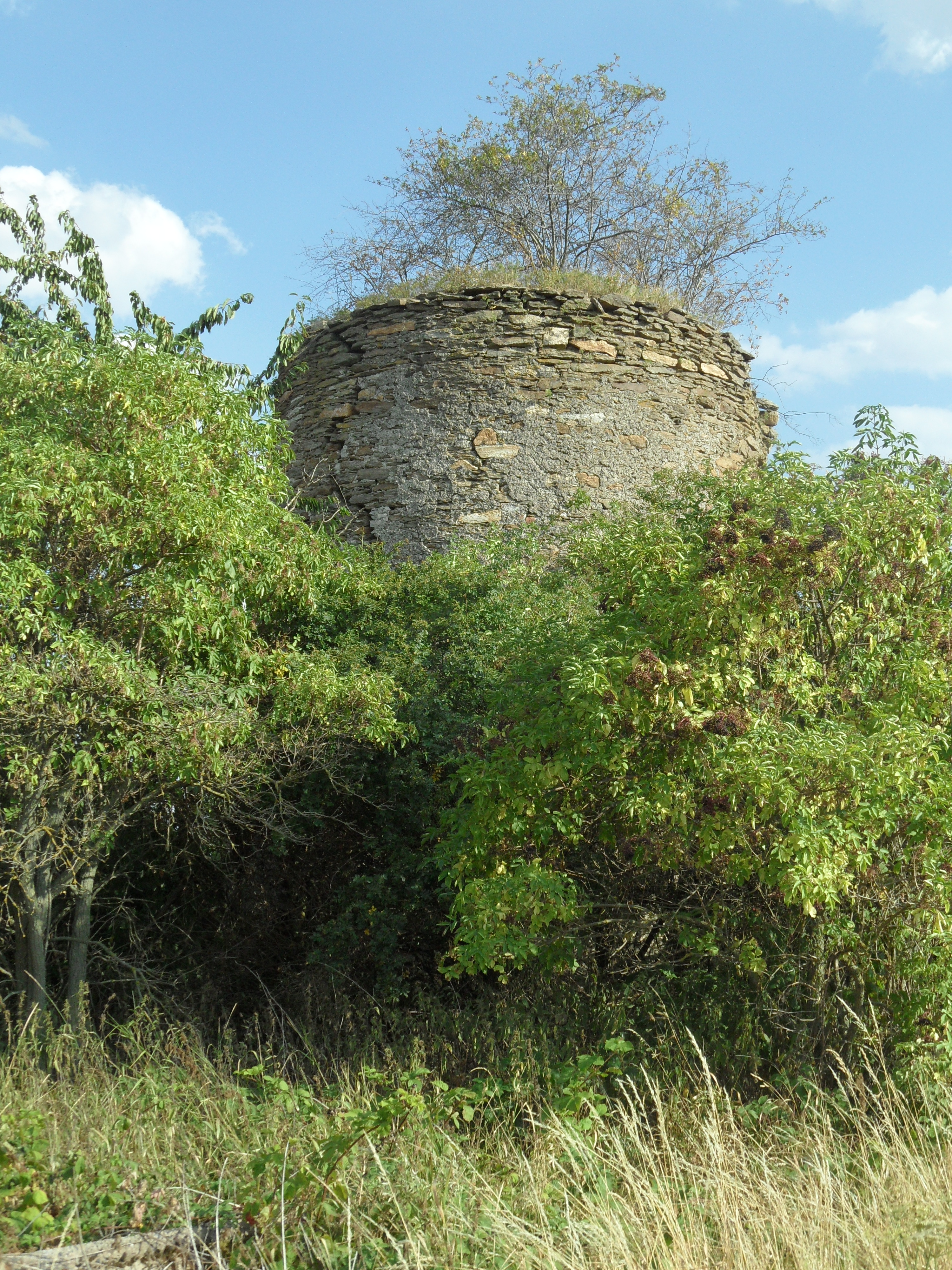
Šachtová vápenka od severozápadu

## Vápenka v areálu zemědělského družstva
V oblasti Miskovic se nachází ještě jedna vápenka s kruhovou pecí. Je nejblíže k obci: necelých 500 metrů od centra obce, v bezprostřední blízkosti jižního okraje Miskovic. Je však situována zhruba uprostřed oploceného, uzavřeného areálu zemědělského družstva a proto je běžně nepřístupná. Zachovalo se pouze těleso kruhové pece, bez komína. Těleso pece má být v současnosti využíváno jako sklad.

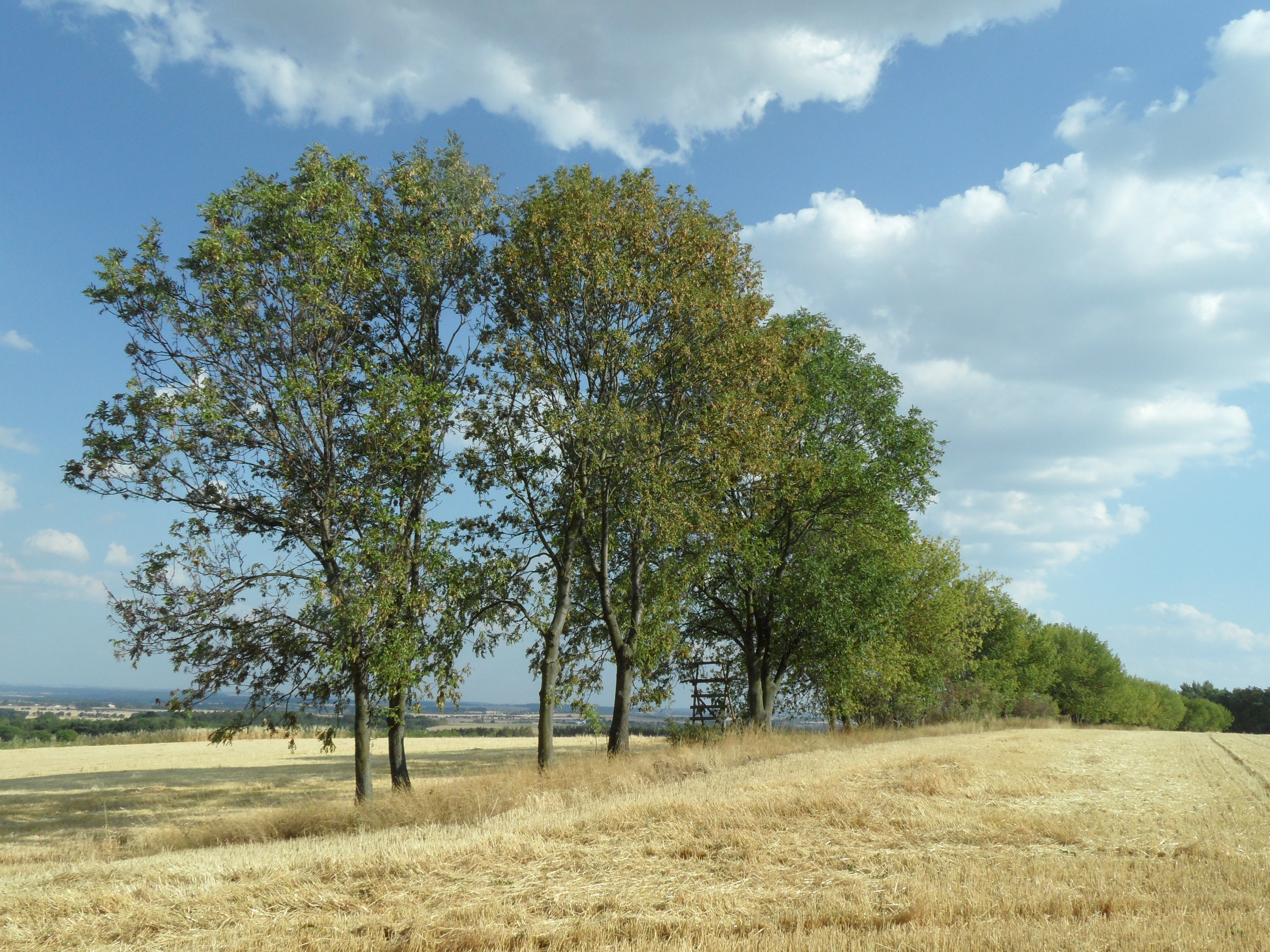
Stromořadí mezi vápenkami, od severu
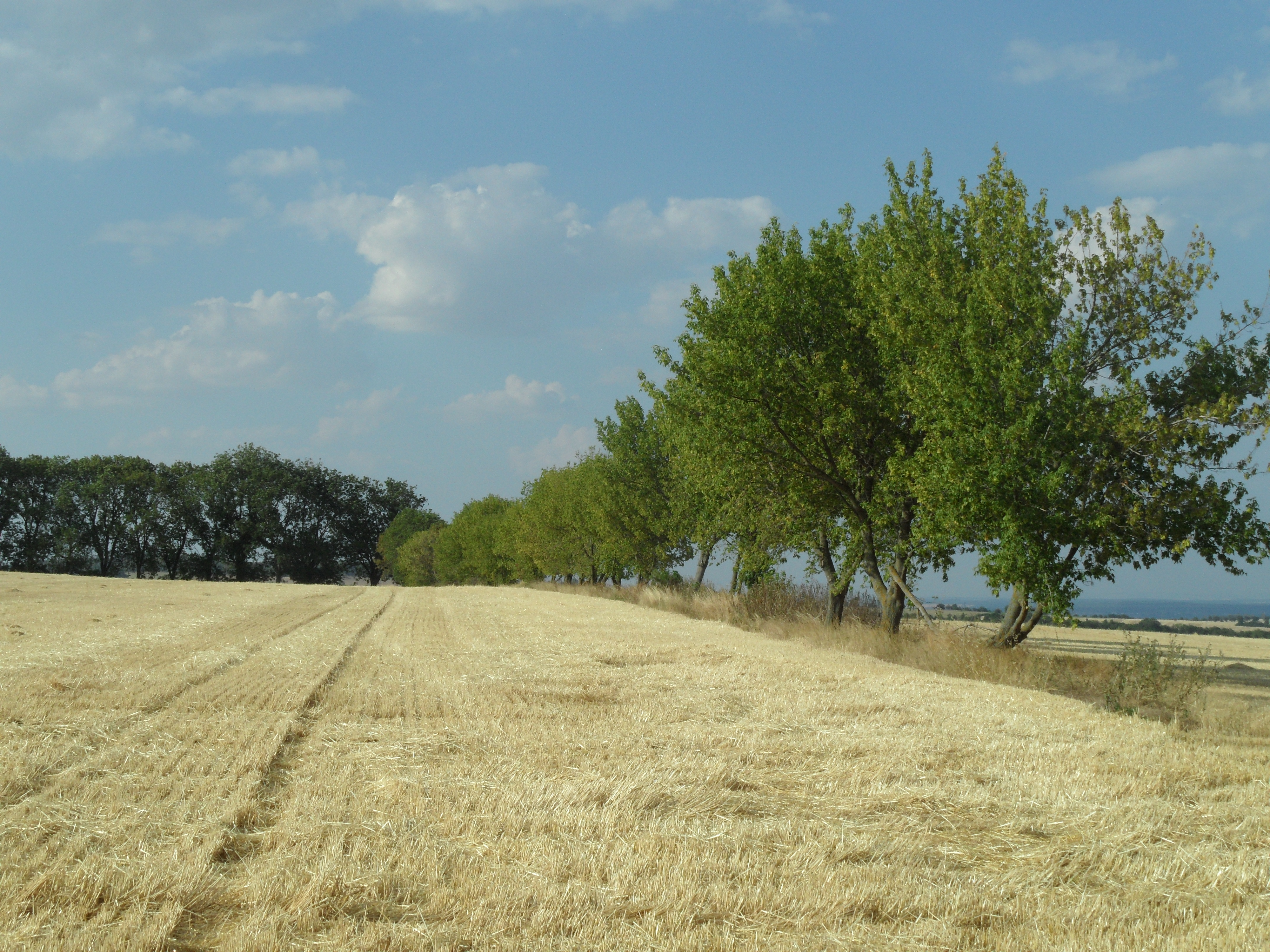
Stromořadí mezi vápenkami, od jihu
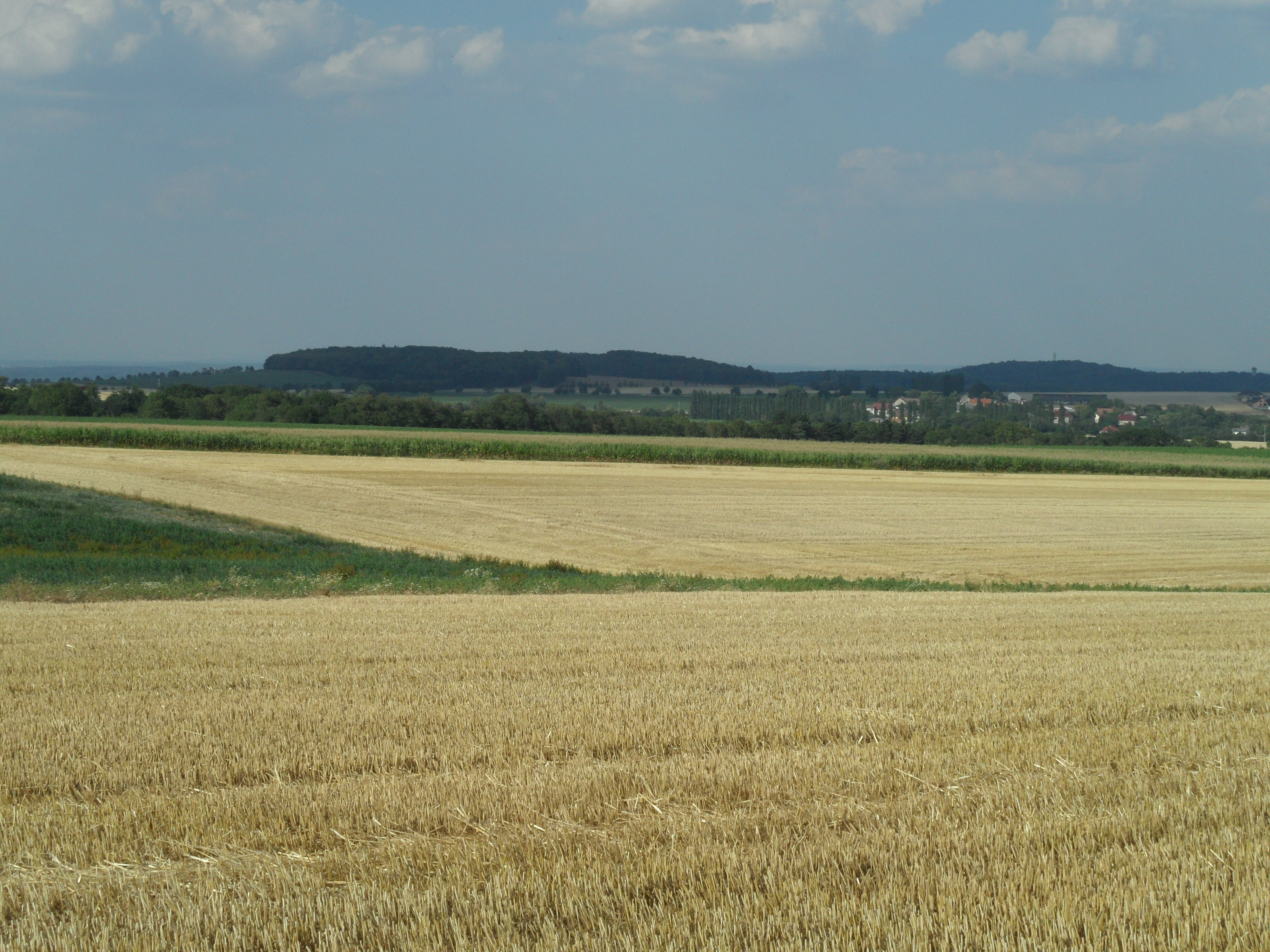
Cesta mezi vápenkami, výhled SV
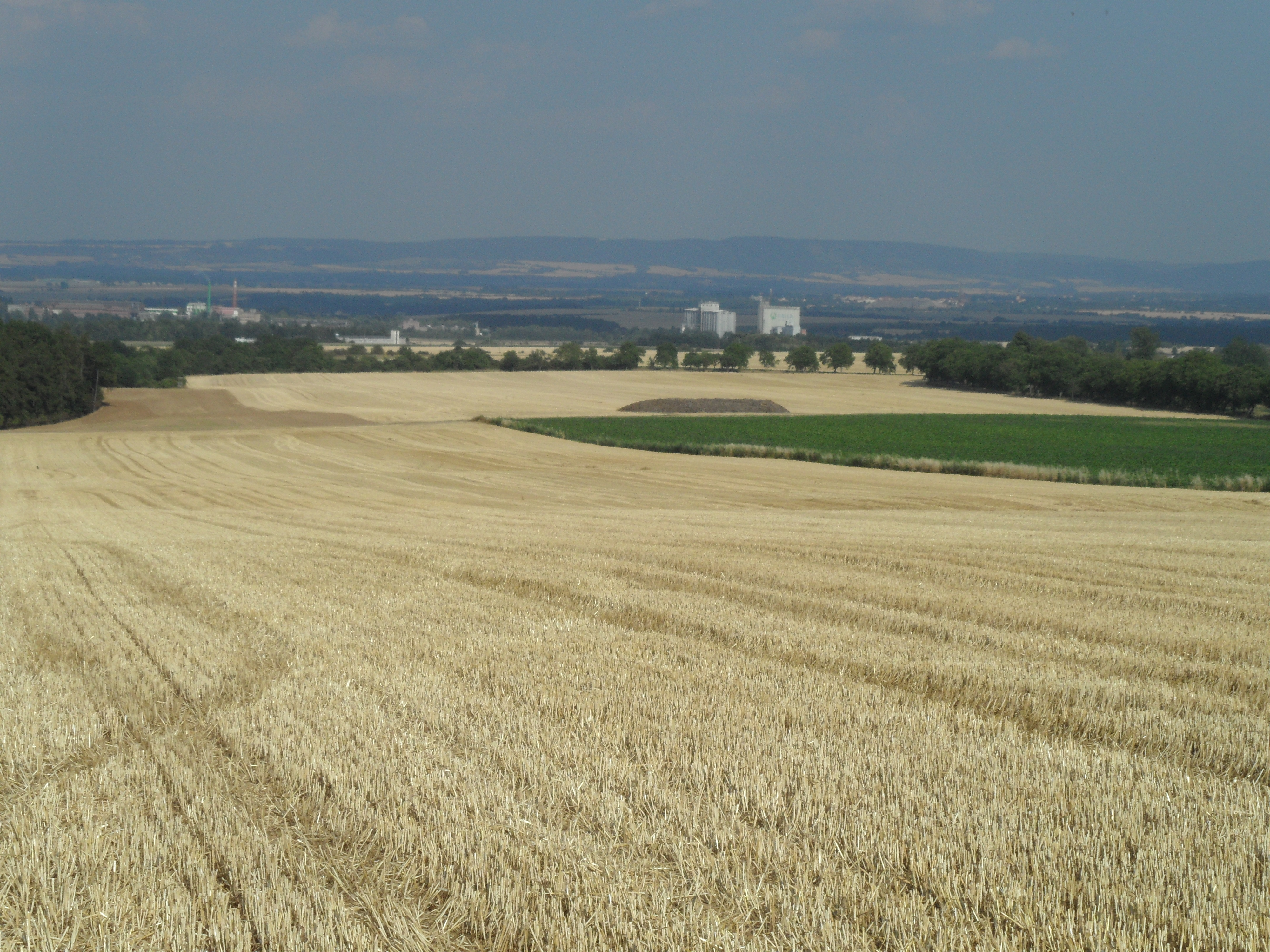
Cesta mezi vápenkami, výhled JV (v pozadí ČKD a Obila)